# Cecil Rhodes

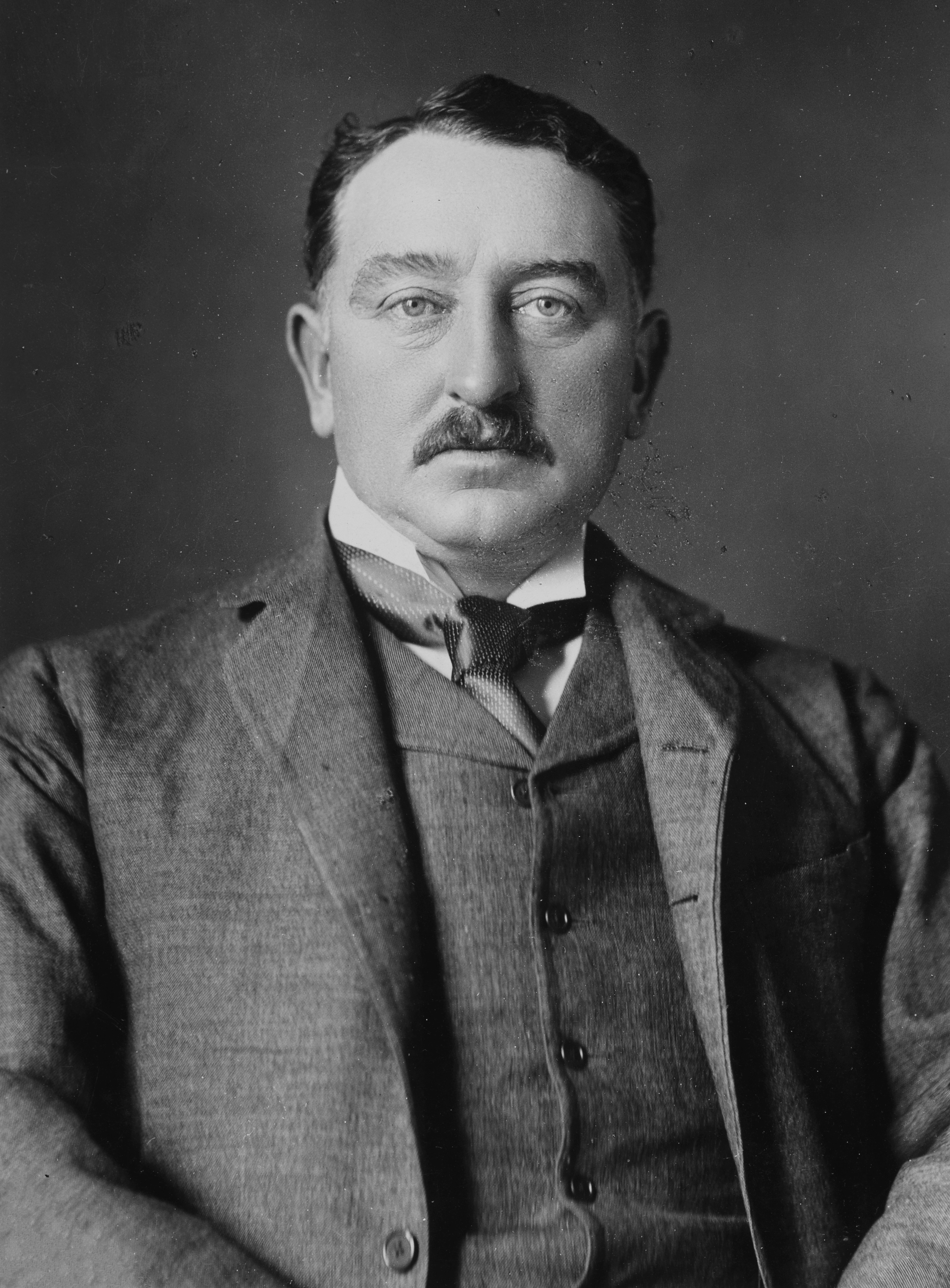
Cecil Rhodes

Cecil John Rhodes (5 de juliol de 1853 - 26 de març de 1902) va ser un magnat i polític britànic de les mines al sud d'Àfrica que va exercir com a primer ministre de la Colònia del Cap des de 1890 fins a 1896. Ell i la seva companyia britànica de Sud-àfrica van fundar el territori sud-africà de Rhodèsia (actualment Zimbabwe i Zàmbia), que l'empresa va anomenar amb el seu nom el 1895. També va dedicar molts esforços a fer realitat la seva visió d'un ferrocarril del Cap al Caire a través del territori britànic. Rhodes va establir la beca Rhodes, que és finançada amb el seu patrimoni.
Fill d'un vicari eclesiàstic, Rhodes va néixer a Netteswell House, Bishop's Stortford, Hertfordshire. Nen malaltís, va ser enviat a Sud-àfrica per la seva família quan tenia disset anys amb l'esperança que el clima millorés la seva salut. Va entrar al comerç de diamants a Kimberley el 1871, quan tenia divuit anys, i amb el finançament de Rothschild & Co, va començar a comprar i consolidar de manera sistemàtica les mines de diamants. Durant les dues dècades següents va aconseguir el monopoli gairebé total del mercat mundial del diamant. La seva empresa de diamants De Beers, formada el 1888, conserva el seu protagonisme al segle XXI.
Rhodes va entrar al Parlament del Cap a l'edat de 27 anys el 1881, i el 1890, va esdevenir primer ministre. Durant el seu mandat com a primer ministre, Rhodes va utilitzar el seu poder polític per expropiar terres dels negres africans a través de la Llei Glen Gray, alhora que va triplicar el requisit de riquesa per votar en virtut de la Llei de franquícies i vots, prohibint efectivament que els negres participin en les eleccions. Després de supervisar la formació de Rhodèsia durant els primers anys de la dècada de 1890, es va veure obligat a dimitir el 1896 després del desastrós atac de Jameson, un atac no autoritzat a la República Sud-africana (o Transvaal) de Paul Kruger. La carrera de Rhodes mai es va recuperar; el seu cor estava feble, i després d'anys de mala salut va morir el 1902. Va ser enterrat al que ara és Zimbàbue; la seva tomba ha estat un lloc controvertit.
En el seu darrer testament, va preveure l'establiment de la beca Rhodes a la Universitat d'Oxford, la beca de postgrau més antiga del món. Cada any concedeix 102 beques completes de postgrau. Ha beneficiat els primers ministres de Malta, Austràlia i el Canadà, el president dels Estats Units Bill Clinton i molts altres.
Amb l'enfortiment dels moviments internacionals contra el racisme, com Rhodes Must Fall i Black Lives Matter, el llegat de Rhodes és un tema de debat fins avui. Els crítics citen la seva confiscació de terres a la població indígena negra de la Colònia del Cap i recoden les seves falses afirmacions com quan deia que els llocs arqueològics del sud d'Àfrica com el Gran Zimbabwe van ser construïts per civilitzacions europees.

## Orígens
Rhodes va néixer l'any 1853 a Bishop's Stortford, Hertfordshire, Anglaterra, el cinquè fill del reverend Francis William Rhodes (1807–1878) i la seva dona, Louisa Peacock. Francis va ser un clergue de l'Església d'Anglaterra que va servir com a sacerdot perpetu de Brentwood, Essex (1834–1843), i després com a vicari de Bishop's Stortford (1849–1876), on era conegut per no haver predicat mai un sermó de més de deu minuts.
Francis era el fill gran de William Rhodes (1774–1843), un fabricant de maons de Hackney, Middlesex. La família tenia propietats importants a Hackney i Dalston de Londres que Cecil heretaria més tard.
El primer avantpassat directe de Cecil Rhodes és James Rhodes (1660) de Snape Green, Whitmore, Staffordshire. Entre els germans de Cecil hi havia Frank Rhodes, un oficial de l'exèrcit britànic.

## Biografia

### Infància
Cecil John Rhodes va néixer el 5 de juliol de 1853 a Bishop's Stortford, Hertfordshire, Anglaterra. Va ser el cinquè fill de Francis William Rhodes i la seva segona dona, Louisa Peacock.
Cecil Rhodes va tenir nou germans i dues germanes, i va acudir a l'escola de Bishop's Stortford fins que a causa d'una malaltia que el va afectar els pulmons va anar a viure amb un germà a Natal, en una granja de cotó que aquest tenia a la vall d'Umkomaas.

### Colonialisme britànic a l'Àfrica
Rhodes tenia un concepte místic de l'imperialisme. Es deu en gran part a ell la concepció de l'eix El Cap-El Caire, que durant molt de temps va inspirar la política colonial britànica i que va acabar fent-se realitat a costa de les aspiracions portugueses, franceses i alemanyes a Àfrica.
Rhodes va utilitzar la seva riquesa i la del seu soci de negocis Alfred Beit i altres inversors per seguir el seu somni de crear un Imperi britànic en els nous territoris cap al nord per l'obtenció de les concessions minerals dels caps més poderosos.

### Diamants
El 1871, Rhodes va decidir abandonar la granja de cotó del seu germà i dedicar-se a explotar mines de diamants africanes. El 1873, en anunciar-se que la mina més rica de Kimberley estava esgotada, Rhodes es va fer amb totes les llicències que li van oferir i es va fer ric en descobrir més capes de diamants sota, que va deixar a cura del seu soci, Charles Rudd, i va tornar a Anglaterra per completar els seus estudis.
L'abril de 1880, Rhodes i Rudd funden De Beers Mining Company, amb 200.000 lliures de capital, que el 1885 controlava més del 50% de les concessions de Kimberley.
Rhodes decideix entrar en política, i el 1880 es presenta per a l'Assemblea de la Colònia del Cap per Barkley West va aconseguir ser elegit. Al final va haver de dimitir com a primer ministre.
Rhodes també va utilitzar la seva fortuna per aconseguir el seu somni d'expandir l'imperi britànic per Àfrica: Amb la seva Companyia Britànica de l'Àfrica del Sud el 1890 va aixecar una columna de pioners per colonitzar amb grangers blancs, Maxonalàndia, més tard part de Zimbabwe, i tenia un interès personal en la contínua expansió dels assentaments blancs a la zona. El Cos de Pioners es va dissoldre oficialment l'1 d'octubre de 1890 i a cada membre se li van concedir terres per cultivar, en un territori que es va conèixer com Zambèsia del Nord. El 9 de maig de 1891 una Ordre del Consell va declarar Matabelelàndia i Maxonalàndia protectorats britànics, i Rhodes va utilitzar un atac dels ndebeles contra els xona prop de Fort Victoria el 1893 com un pretext per atacar el regne matabele de Lobengula, que va morir de verola al gener 1894. El 23 de gener de 1894 es van unir Matabelelàndia i Maxonalàndia en una entitat anomenada Zambèsia del Sud, que al seu torn el 3 de maig de 1895 es va unir amb Zambèsia del Nord per formar el protectorat de Rhodèsia. El 1893 el Protectorat de Betxuanalàndia de Sir John Swinburne va ser separat de Matabelelàndia, al qual va ser formalment annexada el 1911. Rhodèsia del Nord es va dividir administrativament el 1900 en Rhodèsia del Nord-est i Rhodèsia del Nord-oest. Maxonalàndia i Matabelelàndia van deixar de ser territoris poc desenvolupats en decadència, i es va establir un impost a les cabanes que tenia com a objectiu obligar els homes africans a abandonar els seus ramats i la seva economia de bescanvi per unir-se a l'economia monetària occidental mitjançant el treball assalariat. Una nova elit va arrabassar el control de la monarquia de l'Edat del Ferro que abans havia dominat i conservat el poder mitjançant la demostració d'una superioritat tecnològica aclaparadora juntament amb una confiança altíssima en els seus èxits. També es va imposar un nou ordre moral que alterà dràsticament la cultura i les creences dels pobles indígenes i aturà el declivi de la seva població.
Rhodes també va ser essencial en el projecte de construcció del ferrocarril de Ciutat del Cap al Caire i ajuda a Robert Baden-Powell a arribar a Ciutat del Cap durant les seves campanyes militars a l'Àfrica.
Durant la Guerra dels Boers Rhodes va ajudar els britànics en el lloc de Kimberley, tot i que la seva ajuda va ser més una molèstia que una altra cosa. Rhodes disgustava al tinent coronel Kekewich, per la seva incapacitat de cooperar amb els militars. Rhodes demandava als militars que adoptessin les seves idees, en comptes de seguir les seves pròpies.

### Mort

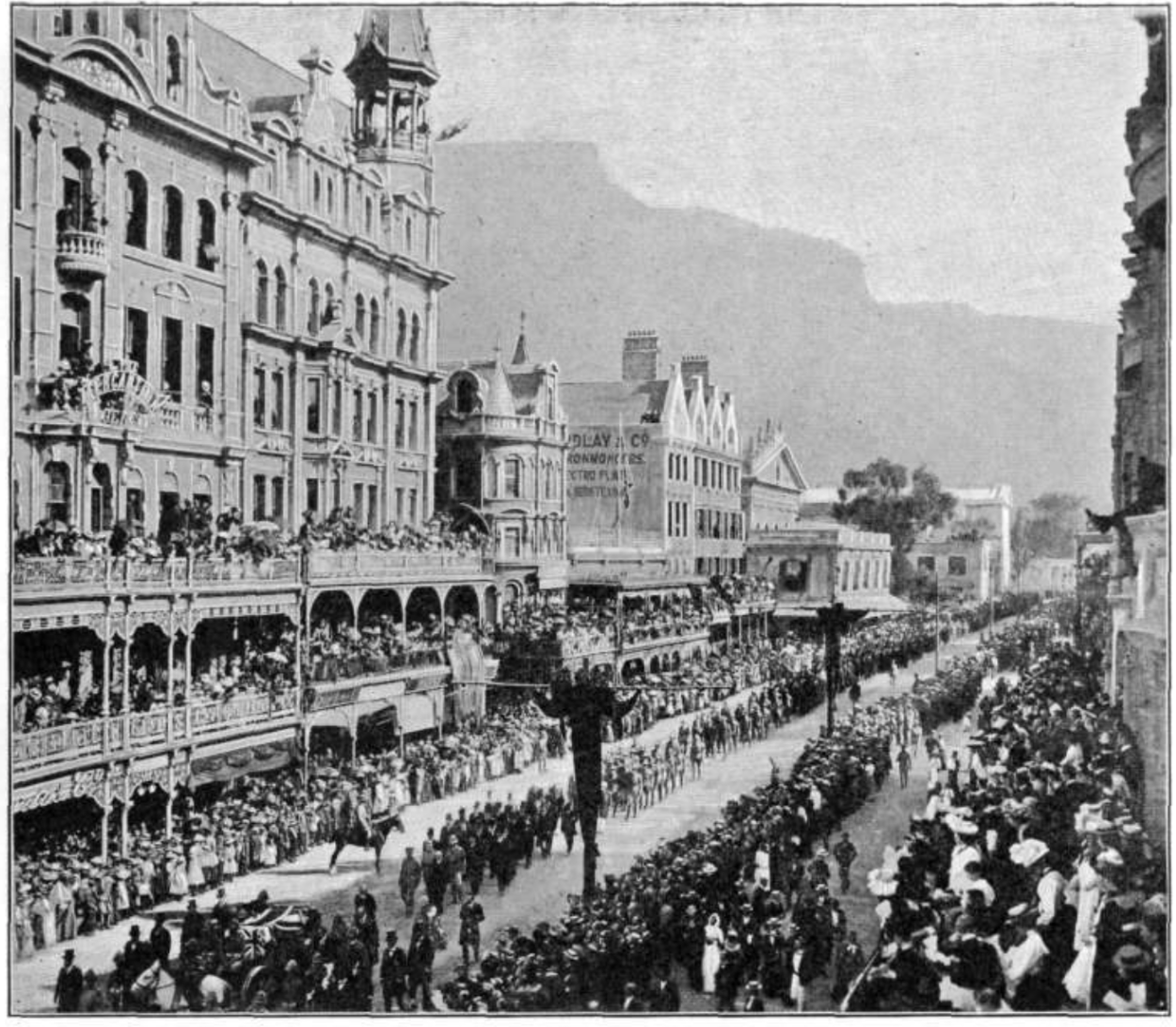
Processó fúnebre de Rhodes a Adderley Street, Ciutat del Cap, el 3 d'abril de 1902

Tot i que Rhodes va continuar sent una figura destacada en la política del sud d'Àfrica, especialment durant la Segona Guerra dels Bòers, va patir mala salut durant la seva vida, relativament curta.
Va ser enviat a Natal a setze anys perquè es creia que el clima podria ajudar els problemes del seu cor. En tornar a Anglaterra el 1872, la seva salut es va deteriorar de nou amb problemes cardíacs i pulmonars, fins al punt que el seu metge, Sir Morell Mackenzie, creia que només sobreviuria sis mesos. Va tornar a Kimberley on la seva salut va millorar. A partir dels 40 anys, la seva condició cardíaca va tornar amb una severitat creixent fins a la seva mort per insuficiència cardíaca el 1902, a 48 anys, a la seva cabana al costat del mar a Muizenberg.
El govern va organitzar un viatge èpic en tren des del Cap fins a Rhodèsia, amb el tren funerari aturant-se a totes les estacions per permetre a tothom presentar els seus respectes. Es va informar que a Kimberley, "pràcticament tota la població va marxar en processó per davant del cotxe funerari". Finalment, va ser enterrat a World's View, un turó situat a uns 35 quilòmetres al sud de Bulawayo, en el que llavors era Rhodèsia. Avui, la seva tomba forma part del Parc Nacional de Matobo, a Zimbabwe.

## Llegat
Rhodes ha estat l'objectiu de moltes crítiques recents. Alguns historiadors que l'ataquen com un imperialista despietat i supremacista blanc. La presència continuada de la seva tomba als turons de Matopos (ara Matobo) no ha estat exempta de controvèrsia al Zimbabwe contemporani. El desembre de 2010, Cain Mathema, el governador de Bulawayo, va qualificar la tomba als afores de la segona ciutat del país 'un '"insult als avantpassats africans" i va dir que creia que la seva presència havia portat mala sort i problemes a la regió.
El febrer de 2012, fidels a Mugabe i activistes de la ZANU-PF van visitar el lloc de la tomba demanant permís al cap local per exhumar les restes de Rhodes i tornar-les a Gran Bretanya. Molts ho van considerar com un truc polític nacionalista de cara a les eleccions, i el cap local Masuku i Godfrey Mahachi, un dels arqueòlegs més destacats del país, van expressar fermament la seva oposició a l'eliminació de la tomba a causa de la seva importància històrica per a Zimbabwe. El llavors president Robert Mugabe també es va oposar a la mesura. El 2004, Rhodes va ser votat com la persona número 56 en la sèrie de televisió SABC 3 Great South Africans (Grans Sud-africans). Una escola preparatòria a la ciutat de Gweru, a Zimbabwe, a les Midlands, porta el seu nom. A principis de la dècada del 2000, durant el moment àlgid de la reforma agrària i les tensions racials, els polítics de la ZANU-PF van demanar un canvi en els noms de totes les escoles del país amb vincles colonials, però, els esforços van ser en la seva majoria infructuosos, ja que la majoria de la gent va considerar que era innecessari i els noms dels llocs on viuen reflecteixen la diversa identitat i el patrimoni cultural del país, però va demanar al govern que abraci la història del país i deixi espai per a nous noms per a nous llocs a les ciutats i ciutats en constant creixement.
En el seu segon testament, escrit el 1877 abans d'acumular la seva riquesa, Rhodes volia crear una societat secreta que posaria el món sencer sota el domini britànic. El seu biògraf l'anomena una "fantasia extensa". Rhodes va imaginar una societat secreta per estendre el domini britànic a tot el món, incloent la Xina, el Japó, tota l'Àfrica i Amèrica del Sud, i de fet els Estats Units també.
El testament final de Rhodes, quan realment tenia diners, era molt més realista i es va centrar en les beques. També va deixar una gran superfície de terra als vessants de Table Mountain a la nació sud-africana. Part d'aquesta finca es va convertir en el campus superior de la Universitat de Ciutat del Cap, una altra part es va convertir en el Jardí Botànic Nacional de Kirstenbosch, mentre que gran part es va estalviar del desenvolupament i ara és una important àrea de conservació.
La Universitat de Rhodes de Sud-àfrica porta el seu nom.

### Beca Rhodes

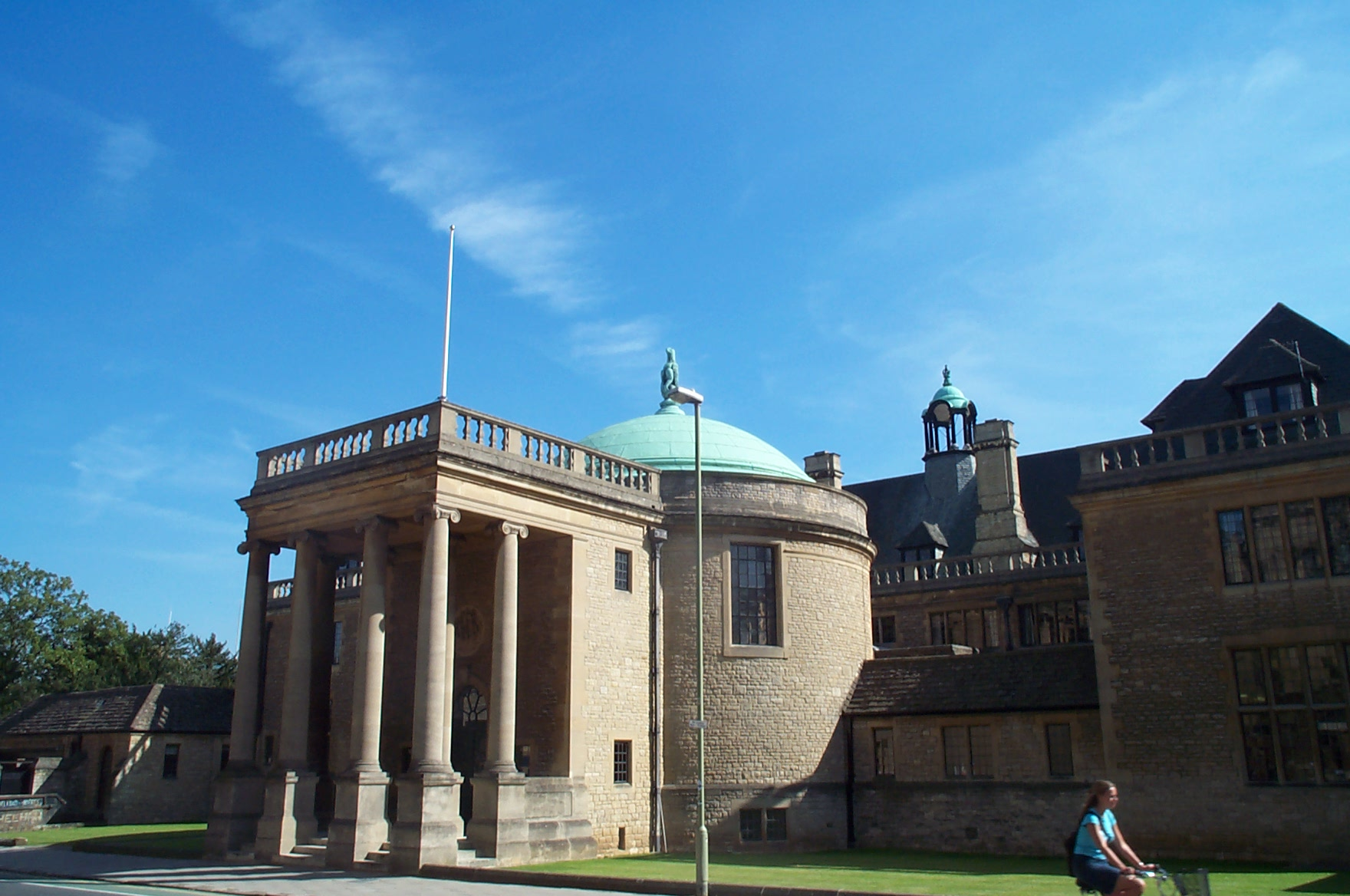
Rhodes House, Oxford, el 2004.

En el seu darrer testament, va preveure l'establiment de la beca Rhodes. Al llarg del mig segle anterior, els governs, les universitats i els individus de les colònies de colons havien anat establint beques de viatge amb aquest propòsit. Els premis Rhodes s'ajusten al patró establert. La beca va permetre als estudiants homes de territoris sota domini britànic i d'Alemanya estudiar a l'alma mater de Rhodes, la Universitat d'Oxford. Els objectius de Rhodes eren promoure un lideratge marcat per l'esperit públic i el bon caràcter, i "fer la guerra impossible" promovent l'amistat entre les grans potències.

### Memorials

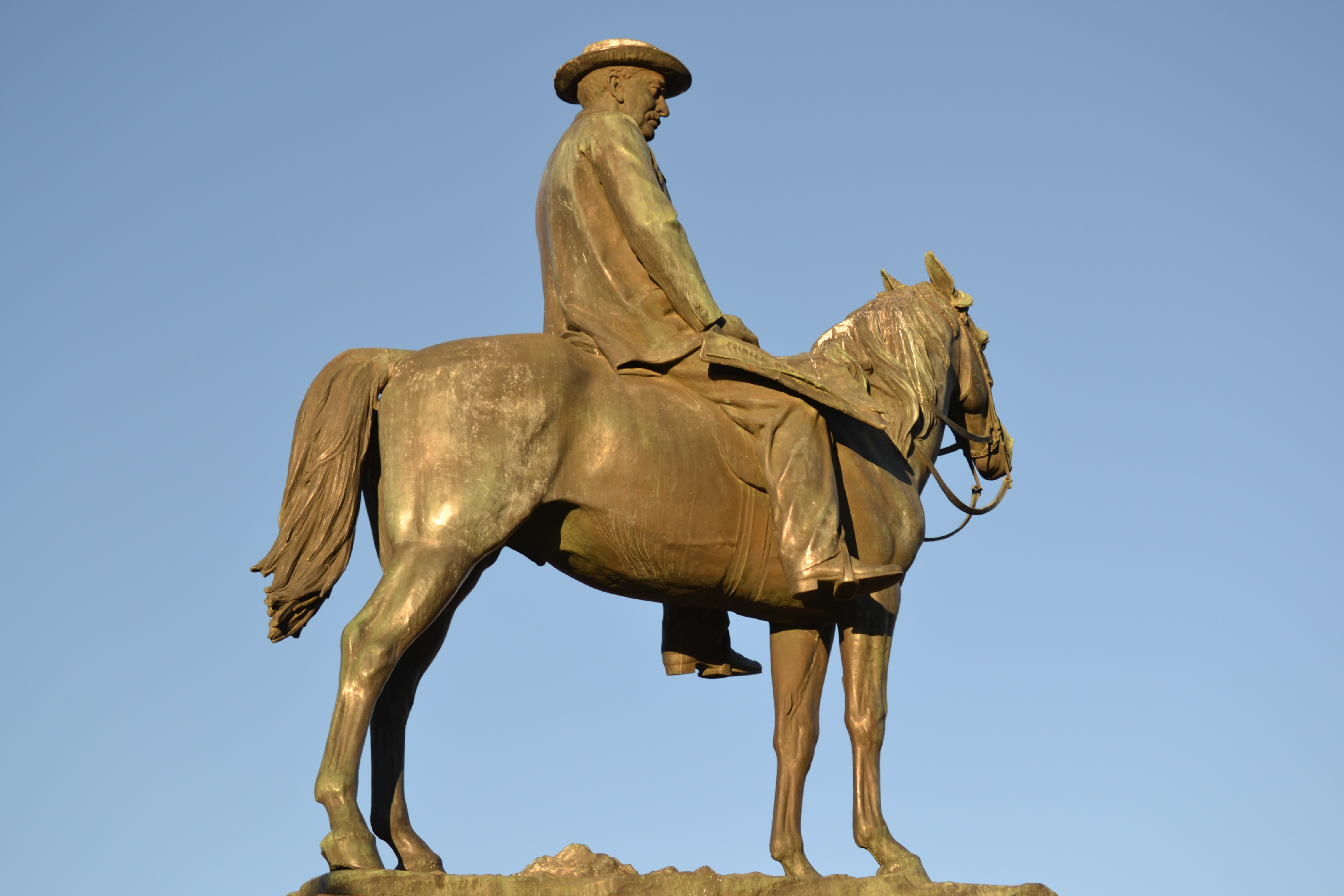
Estàtua de Rodes a Kimberley.

El Memorial de Rodes es troba al lloc preferit de Rodes als vessants del Devil's Peak, Ciutat del Cap, amb vistes cap al nord i l'est cap a la ruta del Cap al Caire. De 1910 a 1984, la casa de Rhodes a Ciutat del Cap, Groote Schuur, va ser la residència oficial del Cap dels primers ministres de Sud-àfrica i va continuar com a residència presidencial.
El seu lloc de naixement es va establir el 1938 com el Museu Memorial de Rodes, ara conegut com el Complex d'Arts de Rhodes. La casa de camp de Muizenberg on va morir és un lloc patrimonial provincial a la província del Cap Occidental de Sud-àfrica. La casa de camp avui està gestionada com a museu per la Societat de Conservació Històrica de Muizenberg i està oberta al públic. Es pot veure una àmplia mostra de material de Rhodes, inclosa la taula original de la sala de juntes De Beers.
El Rhodes University College, ara Rhodes University, a Grahamstown, va ser establert en el seu nom pels seus administradors i fundat per llei del Parlament el 31 de maig de 1904.
Els residents de Kimberley, Northern Cape, van decidir construir un monument en honor de Rodes a la seva ciutat, que es va inaugurar el 1907. L'estàtua de bronze de 72 tones representa Rodes al seu cavall, mirant cap al nord amb el mapa a la mà, i vestit com estava quan es va trobar amb els Ndebele després de la seva rebel·lió.
El fundador del país original de Rhodèsia (ara Zimbabwe), Cecil John Rhodes va visitar Nyanga per primera vegada a les terres altes orientals del país el 1897. Captivat per la bellesa i virginitat de la zona, de seguida va comprar una parcel·la de granges que sumen 40.000 ha i després va procedir a importar bestiar de Moçambic i desenvolupar extenses plantacions de pomeres i arbres fruiters. Quan va morir el 1902, Rodes va llegar la major part de la finca a la nació, i això ara forma el Parc Nacional de Rhodes Nyanga. La masia original de Rodes s'ha conservat meticulosament i ara és l'hotel Rhodes Nyanga. A les estables originals hi ha un museu que se centra en la vida de Rhodes.

### Oposició

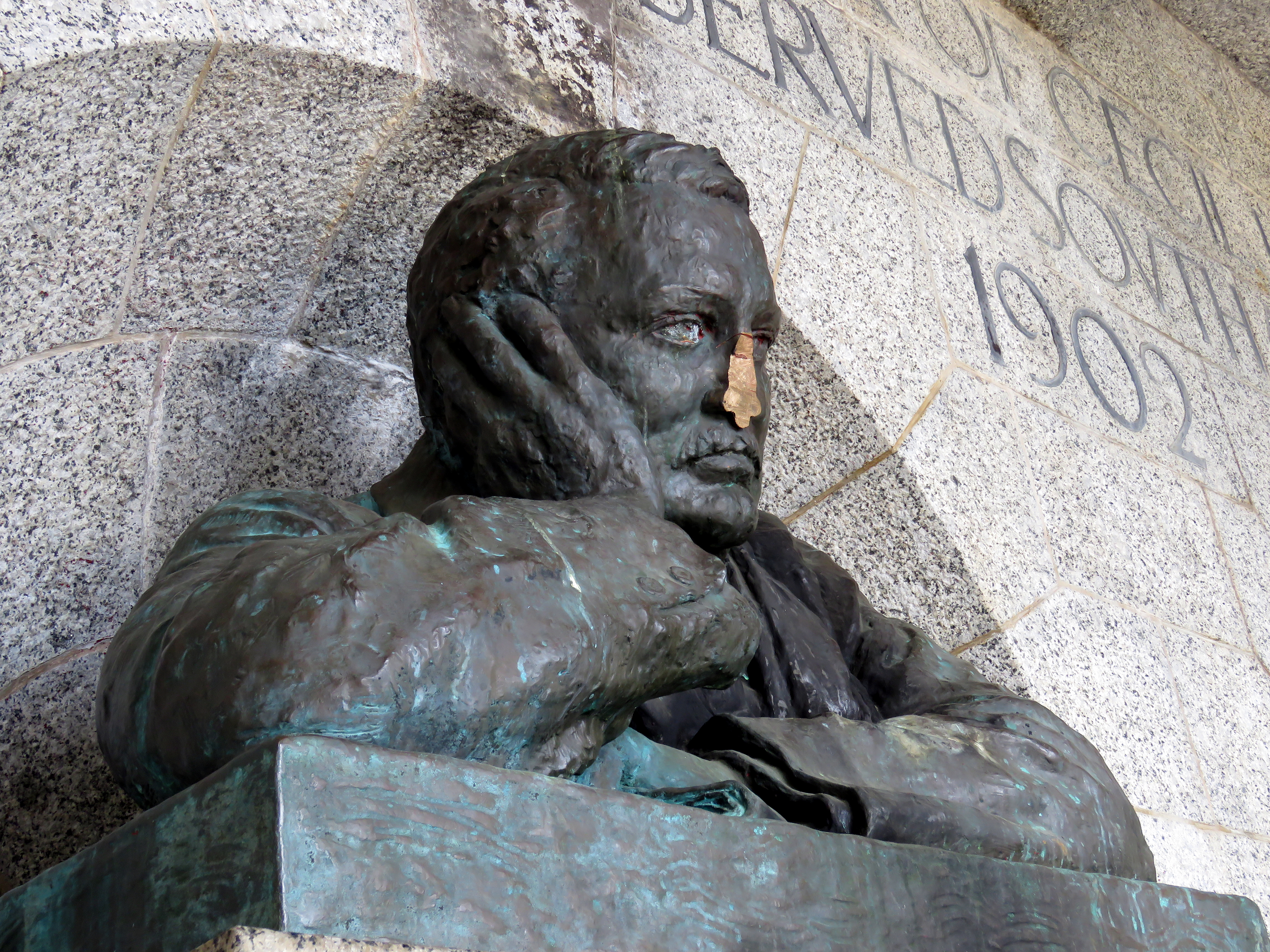
Bust sense nas al Memorial de Rodes, Ciutat del Cap

Els monuments commemoratius a Rodes han rebut oposició almenys des de la dècada de 1950, quan alguns estudiants afrikàners van exigir la retirada d'una estàtua de Rodes a la Universitat de Ciutat del Cap. Un moviment de 2015, conegut com "Rhodes Must Fall" (o #RhodesMustFall a les xarxes socials), va començar amb protestes estudiantils a la Universitat de Ciutat del Cap que van aconseguir que les autoritats universitàries retiressin l'estàtua de Rhodes del campus. La protesta també tenia l'objectiu més ampli de destacar el que els activistes consideraven la manca de transformació racial sistèmica posterior a l'apartheid a les institucions sud-africanes.
Després d'una sèrie de protestes i actes vandàlics a la Universitat de Ciutat del Cap, es van iniciar diversos moviments aliats tant a Sud-àfrica com a altres països en oposició als memorials de Cecil Rhodes. Aquests inclouen una campanya per canviar el nom de la Universitat de Rodes i per retirar una estàtua de Rhodes de l'Oriel College d'Oxford. La campanya va ser coberta en un documental de Channel 4, que es va anomenar The Battle for Britain's Heroes. El documental es va encarregar després que Afua Hirsch escrivís un article sobre el tema. A més, un article d'Amit Chaudhuri, a The Guardian, va suggerir que les crítiques no van ser "sorprenents i vençudes". Altres acadèmics, com ara Kehinde Andrews, destacat acadèmic britànic i autor especialitzat en estudis negres, s'han pronunciat a favor de #RhodesMustFall. No obstant això, l'Oriel College va optar per mantenir l'estàtua de Rhodes, malgrat les protestes. Oriel College va afirmar el 2016 que perdrien uns 100 milions de lliures si treien l'estàtua. No obstant això, el juny de 2020, el col·legi va votar a favor de la creació d'una comissió d'investigació independent, enmig del suport generalitzat per retirar l'estàtua. Una estàtua de Rodes es va erigir a la ciutat de Bulawayo l'any 1904 al centre de la ciutat. El 1981, després de la independència del país, l'estàtua va ser traslladada al parc centenari del Museu d'Història Natural de Zimbabwe.
L'Encyclopaedia Britannica, parlant del seu llegat, va escriure sobre Rodes que "un cop va definir la seva política com "igualtat de drets per a tots els homes blancs al sud del Zambezi" i més tard, sota pressió liberal, va modificar "blanc" per "civilitzat". Però probablement va considerar que la possibilitat que els africans nadius es tornin "civilitzats" tan remota que les dues expressions, en la seva ment, van arribar a la mateixa cosa."
Com a part del seu llegat, a la seva mort, Rhodes va deixar una quantitat important de diners per a finançar joves erudits talentosos ("la raça" no era un criteri) a Oxford. Actualment, a Oxford, alguns dels destinataris sud-africans i de Zimbabwe de fons del seu llegat fan campanya perquè la seva estàtua sigui retirada de l'exposició a Oxford. Quan se li va preguntar si hi havia cap doble moral o hipocresia en ser finançat pel fons de beques Rhodes i beneficiar-se de l'oportunitat, alhora que feia campanya contra el llegat de Rhodes, un dels activistes sud-africans, Ntokozo Qwabe, va respondre que "això la beca no ens compra el silenci... No hi ha hipocresia en ser receptor d'una beca Rhodes i ser públicament crític amb Cecil Rhodes i el seu llegat... No hi ha cap clàusula que ens vingui a trobar "allò bo" en el caràcter de Rodes, ni a sanejar l'agenda imperialista i colonial que va propagar".
El juny de 2020, enmig del context més ampli de les protestes de Black Lives Matter, l'òrgan de govern de l'Oriel College d'Oxford va votar per retirar l'estàtua de Rhodes situada a la façana de la universitat que dona al carrer High d'Oxford. L'eliminació real no es produiria fins almenys a principis de la primavera de 2021, quan una comissió creada pel col·legi va lliurar el seu informe sobre el futur de l'estàtua. El maig de 2021, la comissió va informar que, tot i que la majoria dels membres donaven suport a l'eliminació de l'estàtua, els costos per fer-ho eren prohibitius i, per tant, la universitat no prendria mesures.

### Monografies
- Aldrich, Robert; Wotherspoon, Garry. Who's who in Gay and Lesbian History: From Antiquity to World War II.  Routledge, 2001. ISBN 978-0-415-15982-1.
- «Chapter XIV: South Africa 1893». A: Primate Alexander, Archbishop of Armagh. A memoir.  Londres: Edward Arnold, 1914, p. 259.
- Bigelow, Bill; Peterson, Bob. Rethinking Globalization: Teaching for Justice in an Unjust World.  Milwaukee: Rethinking Schools, 2002. ISBN 978-0-942961-28-7.
- Blake, Robert. A History of Rhodesia.  Londres: Methuen, 1977. ISBN 978-0413283504.
- Anon. Boschendal: founded 1685.  Boschendal Ltd., 2007. ISBN 978-0-620-38001-0.
- Britten, Sarah. The Art of the South African Insult.  30° South Publishers, 2006. ISBN 978-1-920143-05-3.
- Colvin, Ian. The Life of Jameson.  Londres: E. Arnold and Co., 1922. ISBN 978-1-116-69524-3.
- Currey, John Blades; Simons, Phillida Brooke. 1850 to 1900: fifty years in the Cape Colony.  Brenthurst Press, 1986. ISBN 978-0-909079-31-4.
- Davidson, Apollon Borisovich. Cecil Rhodes and his Time.  Protea Book House, 2003. ISBN 978-1-919825-24-3.
- Epstein, Edward Jay. The rise and fall of diamonds: the shattering of a brilliant illusion.  Simon and Schuster, 1982. ISBN 978-0671412890.
- Ferguson, Niall. The house of Rothschild: the world's banker, 1849–1999.  Viking, 1999. ISBN 978-0-670-88794-1.
- Flint, John. Cecil Rhodes.  Little, Brown, 2009. ISBN 978-0-316-08670-7., a scholarly biography
- Galbraith, John S. Crown and Charter: the Early Years of the British South Africa Company (1974).
- Garrett, F. Edmund. «Rhodes and Milner». A: The Empire and the century.  Londres: John Murray, 1905, p. 478–520.
- Johari, J. C.. Voices Of Indian Freedom Movement.  Anmol Publications Pvt. Limited, 1993. ISBN 978-81-7158-225-9.[Enllaç no actiu]
- Judd, Denis, and Keith Surridge. The Boer War: A History (Bloomsbury Publishing, 2013).
- Knowles, Lilian Charlotte Anne; Knowles, Charles Matthew. The Economic Development of the British Overseas Empire.  Taylor & Francis, 2005. ISBN 978-0415350488.
- Le Sueur, Gordon. Cecil Rhodes. The Man and His Work.  Londres: Londres, 1913.
- Lockhart, John Gilbert; Woodhouse, Christopher Montague. Cecil Rhodes: The Colossus of Southern Africa.  Macmillan, 1963.
- McDonald, J.G.. Rhodes – A Life.  Londres: Chatto & Windus, 1917, p. 403.
- Magubane, Bernard M. The Making of a Racist State: British Imperialism and the Union of South Africa, 1875–1910.  Trenton, New Jersey: Africa World Press, 1996. ISBN 978-0865432413.
- Martin, Meredith. Diamonds, Gold, and War: The British, the Boers, and the Making of South Africa.  CreateSpace, 2009. ISBN 978-1-4587-1877-8.
- Massie, Robert K. Dreadnought: Britain, Germany and the Coming of the Great War.  Londres: Jonathan Cape, 1991. ISBN 978-1781856680.
- McCracken, Donal P. Forgotten Protest: Ireland and the Anglo-Boer War.  Ulster Historical Foundation, 2003, p. 22–24. ISBN 978-1903688182.
- Millin, Sarah Gertrude. Rhodes.  Harper & brothers, 1933.
- Oberholster, A. G.; Van Breda, Pieter. Paarl Valley, 1687–1987.  Human Sciences Research Council, 1987. ISBN 0-7969-0539-8.
- Pakenham, Thomas. Boer War.  HarperCollins, 1992. ISBN 978-0380720019.
- Parsons, Neil. A New History of Southern Africa.  Londres: Macmillan, 1993. ISBN 978-0-8419-5319-2.
- Phelan, T. The Siege of Kimberley.  Dublín: M.H. Gill and Son, 1913. ISBN 978-0-554-24773-1.
- Picton-Seymour, Désirée. Historical Buildings in South Africa.  Struikhof Publishers, 1989. ISBN 978-0-947458-01-0.
- Pinney, Thomas. The Letters of Rudyard Kipling: Volume 3: 1900–10.  Palgrave Macmillan UK, 1995, p. 72. ISBN 978-1349137398.
- Plomer, William. Cecil Rhodes.  D. Philip, 1984. ISBN 978-0-08646018-9.
- Radziwill, Princess Catherine. Cecil Rhodes: Man and Empire Maker.  London, New York, Toronto and Melbourne: Cassell & Company, Ltd, 1918. ISBN 978-0-554-35300-5.
- Rhodes, Cecil. Stead, William Thomas. The Last Will and Testament of Cecil John Rhodes, with Elucidatory Notes, to which are Added Some Chapters Describing the Political and Religious Ideas of the Testator, 1902.
- Roberts, Brian. Cecil Rhodes and the Princess.  Lippincott, 1969.
- Roberts, Brian. Kimberley: Turbulent City.  D. Philip, 1976. ISBN 978-0-949968-62-3.
- Rönnbäck, Klas; Broberg, Oskar. Capital and Colonialism: The Return on British Investments in Africa 1869–1969.  Springer, 2019. ISBN 978-3-030-19711-7.
- Rosenthal, Eric. South African Surnames.  H. Timmins, 1965.
- Rotberg, Robert I. The Founder: Cecil Rhodes and the Pursuit of Power.  Oxford University Press, 1988. ISBN 978-0-19-987920-5.; 856pp; the standard scholarly biography says McFarlane, (2007)
- Simpson, William; Jones, Martin Desmond. Europe, 1783–1914.  Routledge, 2000, p. 237. ISBN 978-0-415-22660-8.
- Thomas, Antony. Rhodes: Race for Africa.  St. Martin's Press, 1997. ISBN 978-0-312-16982-4.
- Thompson, J. Lee. Forgotten Patriot: A Life of Alfred, Viscount Milner of St. James's and Cape Town, 1854–1925.  Fairleigh Dickinson Univ Press, 2007. ISBN 978-0-8386-4121-7.
- Twain, Mark. A Journey around the World.  Hartford, CT: The American Publishing Company, 1898.
- Williams, Basil. Cecil Rhodes.  Holt, 1921.
- Wilson, Scott. Resting Places: The Burial Sites of More Than 14,000 Famous Persons, 3d ed..  McFarland, 2016. ISBN 978-1-4766-2599-7.

### Enciclopèdies
- Domville-Fife, C.W.. The encyclopedia of the British Empire the first encyclopedic record of the greatest empire in the history of the world.  Bristol: Rankin, 1900, p. 89.
- Farwell, Byron. The Encyclopedia of Nineteenth-century Land Warfare: An Illustrated World View.  W. W. Norton & Company, 2001. ISBN 978-0-393-04770-7.
- Panton, Kenneth J. Historical Dictionary of the British Empire.  Londres: Rowman & Littlefield, 2015. ISBN 978-0810878013.

### Articles científics
- Brown, Richard «The Colossus». The Journal of African History. Cambridge University Press, 31, 3, 11-1990, pàg. 499–502. DOI: 10.1017/S002185370003125X.
- Gray, J.A. «A Country in Search of a Name». The Northern Rhodesia Journal, III, 1, 1956, pàg. 75–78 [Consulta: 1r agost 2014].
- Gray, J.A. «First Records-? 6. The Name Rhodesia». The Northern Rhodesia Journal, II, 4, 1954, pàg. 101–02 [Consulta: 1r agost 2014].
- Lowry, Donal. «'The granite of the ancient North': race, nation and empire at Cecil Rhodes's mountain mausoleum and Rhodes House, Oxford». A: Pantheons: Transformations of a Monumental Idea.  Ashgate, 2004. ISBN 978-0-7546-0808-0.
- Mensing, Raymond C. «Cecil Rhodes's Ideas of Race and Empire». International Social Science Review, 61, 3, 1986, pàg. 99.
- Pietsch, Tamson «Many Rhodes: travelling scholarships and imperial citizenship in the British academic world, 1880–1940». History of Education, 40, 6, 2011, pàg. 723–39. DOI: 10.1080/0046760X.2011.594096. ISSN: 0046-760X.
- Plumb, J. H. "Cecil Rhodes" History Today (June 1953) 3#6 pp 431–38.
- Rotberg, Robert I. «Did Cecil Rhodes Really Try to Control the World?». The Journal of Imperial and Commonwealth History, 42, 3, 2014, pàg. 551–67. DOI: 10.1080/03086534.2014.934000. ISSN: 0308-6534.

### Articles periodístics
- Blair, David «Racists on List of 'Great South Africans'». The Telegraph, 19-10-2004 [Consulta: 18 juliol 2014].
- Briggs, Simon «England on Guard as World Takes Aim in Twenty20 Stakes». The Daily Telegraph [Londres], 31-05-2009 [Consulta: 13 juny 2009].
- «Oxford University Will Keep Statue of Cecil Rhodes». The New York Times, 29-01-2016 [Consulta: 15 febrer 2016].
- «Death of Mr. Rhodes». The Times, 27-03-1902, p. 7.
- Laing, Aislinn «Robert Mugabe blocks Cecil John Rhodes Exhumation». The Telegraph [Londres], 22-02-2013 [Consulta: 1r abril 2013].
- «The Lottery of Life». The Independent, 05-05-2001 [Consulta: 26 gener 2010].

### Pàgines web
- PBS: Empires; Queen Victoria; The Changing Empire; Characters : Cecil Rhodes
- Godwin, Peter (11 January 1998). «Rhodes to Hell». Slate.
- Biggar, Nigel (23 February 2016). «Rhodes, Race, and the Abuse of History». Standpoint. Arxivat de l'original el 3 August 2019.